# Phare de Point Robinson
Le phare de Point Robinson est un phare situé à Point Robinson (en), à l'est de l'île Maury sur le Puget Sound (Comté de King), dans l'État de Washington aux États-Unis.
Ce phare est géré par la Garde côtière américaine, et les phares de l'État de Washington sont entretenues par le District 13 de la Garde côtière  basé à Seattle.
Il est inscrit au Registre national des lieux historiques depuis le 21 avril 2004 .

## Histoire
Le développement d'une aide à la navigation à Point Robinson a commencé en 1884, lorsque le Service des phares a acheté un terrain. La construction d'une station de signalisation de brouillard a commencé cette année-là et l'installation ayant été inaugurée le 1er juillet 1885. Une maison de gardien d'un étage et demi a été construite à proximité. Les quartiers du deuxième gardien n'ont été construits qu'en 1907.
La première lumière a été installée en 1887. Une lanterne rouge avec système optique a été attachée à un poteau de 7,6 m. En 1894, le poste a été remplacé par une tour en bois ouverte de 9,4 m.

## Description
La maison-phare actuelle a été construite en 1915, un jumeau du phare d'Alki Point. Avec sa tour de 11 m équipée d'une lentille de Fresnel du 5e ordre, la lumière a une portée nominale à 10 milles marins (environ 19 km). Le feu clignotant est activé pendant trois secondes, éteint pendant une seconde, activé pendant trois secondes et éteint pendant cinq secondes.
La lumière a été automatisée en 1978, en utilisant la lentille de Fresnel d'origine du cinquième ordre. En 2008, la Garde-côtière a remplacé la lumière originale par une balise en plastique remplaçable installée à l'extérieur de la lanterne. La lentille originale de Fresnel reste dans la salle de la lanterne où elle peut être vue par les visiteurs.
Une tour radar de 30 m a été construite à ce point dans le cadre du système de contrôle de la circulation maritime de Puget Sound en 1989. Des installations GPS ont été ajoutées dans les années 90. La corne de brume est toujours active.
Le phare est maintenant dans le parc récréatif Vashon Park District. Les gardiens du parc proposent des visites et les logements des gardiens sont loués à la semaine pour les vacanciers.
Identifiant : ARLHS : USA-637 - Amirauté : G4906 - USCG : 6-17070 .

## caractéristique duFeu maritime
Fréquence : 12 secondes (W-W)
- Lumière : 3 secondes
- Obscurité : 1 seconde
- Lumière : 3 secondes
- Obscurité : 5 secondes

|             |
| Puget Sound |

|         |
| Station |

|                           |
| Le phare et la tour radar |

|                           |
| Feu maritime(FI(2) W 15s) |

### Lien connexe
- Liste des phares de l'État de Washington